# Ann Ward
Ann Ward (Dallas, 20 aprile 1991) è una modella statunitense, conosciuta soprattutto per essere la vincitrice della 15ª edizione di America's Next Top Model.

## Primi anni
Nata nei dintorni di Dallas, si è diplomata alla High School Prosper a Prosper, in Texas, nel 2009.

## America's Next Top Model
Nel 2010 è diventata una delle 14 finaliste del reality show. Ann è stata subito notata dai giudici per la sua altezza, ben 188 cm, ma soprattutto per la sua vita estremamente sottile.
Ann è riuscita a battere ogni record riguardo al 1º posto nella classifica dei giudici al pannello di giudizio, ottenendo ben 6 primi posti su 10. Tuttavia, pur riuscendo a fare foto magnifiche e sempre lodate dai giudici, era anche nota per la sua timidezza, insicurezza e disagio al di fuori dei servizi fotografici, così come ha avuto difficoltà durante le sfide che hanno richiesto di parlare. Il Los Angeles Times l'ha descritta come "la modella più solitaria e timida che è arrivata a quel punto dello show fino a oggi".
Durante la finale del programma a Venezia, lei e la compagna Chelsey Hersley hanno girato uno spot pubblicitario per la CoverGirls Cosmetics e hanno sfilato per Roberto Cavalli. A questo punto Ann non aveva ancora vinto una sfida, mentre Chelsey ne aveva vinte ben tre, ma nonostante ciò la Ward riuscì a vincere il programma, divenendo la 15ª vincitrice e vincendo un contratto di 100000 $ con l'agenzia di cosmetici CoverGirls, un contratto con l'agenzia di modelle IMG, un servizio fotografico per Vogue e un editoriale per Vogue italiano. Ann dopo la fine del programma ha detto che la vittoria è stata particolarmente gratificante perché "è sempre stata derisa per l'altezza e perché non era normale", al quale il giudice e fotografo Nigel Barker ha detto: "Indovinate un po'? Tu non sei normale. Sei la nuova America's Next Top Model!".

## Carriera
Il servizio fotografico di Vogue è uscito nel maggio 2011 e l'editoriale per Vogue italiano è uscito nel marzo 2011, le foto per la rivista sono state scattate da Ellen von Unwerth, invece di avere due pagine affiancate ha ricevuto cinque pagine affiancate su Vogue Italia.

## Passerelle
Ha incominciato a sfilare per Alex London con Jane Randall ed era presente nella sfilata per Vivienne Westwood nella finale della 16ª edizione di ANTM.